# Ne touchez pas aux pur-sang
Ne touchez pas aux pur-sang (titre en italien : Banditi e Purosangue) est un roman d'Edward Jones de la série « Le Trio de la Tamise », paru en 1973 en Italie et publié en France dans la Bibliothèque verte en 1983 (avec une traduction de Josette Gontier et des illustrations de François Dermaut).

## Résumé
M. Anderson, l'oncle de Dave, a proposé à l'adolescent et à ses amis Cathy et Ted de passer quelques jours dans son haras (le Davis Park) à la campagne près de Londres. Les trois amis sont ravis de découvrir la vie dans un haras. Ils y font notamment la connaissance de Ronald (quinquagénaire, régisseur du domaine), d'Edward (garçon d'écurie, sexagénaire) et de James (quinquagénaire, palefrenier presque aveugle). La nuit suivant leur arrivée, Dave est réveillé par un bruit venant de l'écurie. C'est le palefrenier James qui fait sa ronde. Recherchant ses chaussures qu'il avait enlevées pour ne pas faire de bruit, Dave ne les retrouve pas : où sont-elles passées ? Par ailleurs, pourquoi le chien Onyx dort-il si profondément ? (chapitre 1). 
Le lendemain, le trio assiste à une course. On apprend que M. Adelman, régisseur du domaine appartenant à M. Smith, vient de mourir d'une crise cardiaque dans les tribunes. Puis l'un des chevaux de l'oncle Anderson tombe subitement malade. Le trio se demande si la bête a été droguée pour truquer la course (chapitres 2 et 3). 
Cathy surprend Dimitri, l'un des jeunes salariés du haras, en compagnie de Mark, un apprenti-jockey. Les deux jeunes hommes ont échangé des billets de banque. Plus tard Mark leur ordonne de quitter immédiatement Davis Park. Il perd ses billets de banque, récupérés par le trio (chapitre 4). 
Les trois adolescents suspectent un complot visant à truquer la course qui aura lieu samedi. Ils montent la garde dans l'écurie. Ils retrouvent les chaussures de Dave. Ils apprennent que Dimitri et Mark ont quitté le haras. Or Dimitri travaillait auparavant dans le haras de M. Smith, qui employait M. Adelman. Dave et Ted décident d'aller enquêter au haras de M. Smith, qui les reçoit gentiment. Ils apprennent que l'éleveur a gagné deux courses récemment et se demandent si mark et Dimitri ne l'auraient pas « aidé » (chapitre 5). 
Le jour de la course arrive. Le cheval de M. Anderson (prénommé Matt Dillon) doit concourir. Mais le cheval ne parvient pas à finir la course. Le adolescents en déduisent que le cheval a été drogué. Dans quelques jours, d'autres chevaux de M. Anderson doivent concourir. Le trio décide de faire une ronde durant la nuit. Quelle n'est pas leur surprise de découvrir que le chien de garde, Onyx, a disparu ! Ils découvrent aussi les restes d'une ampoule pharmaceutique ayant servi à droguer le chien ou un cheval (chapitre 6). 
Quand ils apprennent qu'un cheval de M. Anderson est encore tombé malade dans des circonstances mystérieuses, les adolescents décident de prévenir Scotland Yard de leurs découvertes. Les policiers se présentent discrètement la veille au soir de la course pour surveiller l'écurie et quatre de ses boxes. On surprend en flagrant délit un homme qui pique l'un des chevaux pour le droguer : il s'agit de Ronald, l'homme de confiance de M. Anderson ! On apprend qu'Adelman, son homologue chez M. Smith, refusait de droguer des chevaux, et que c'est pour cette raison qu'il avait été tué. Ronald avait agi sur les instructions d'un certain Mac Donald qui le rémunérait grassement pour son action. Et ce Mac Donald agissait sur les instructions de M. Smith, qui voulait gagner le maximum de courses (chapitres 7 à 9).